# Református templom (Pápa)

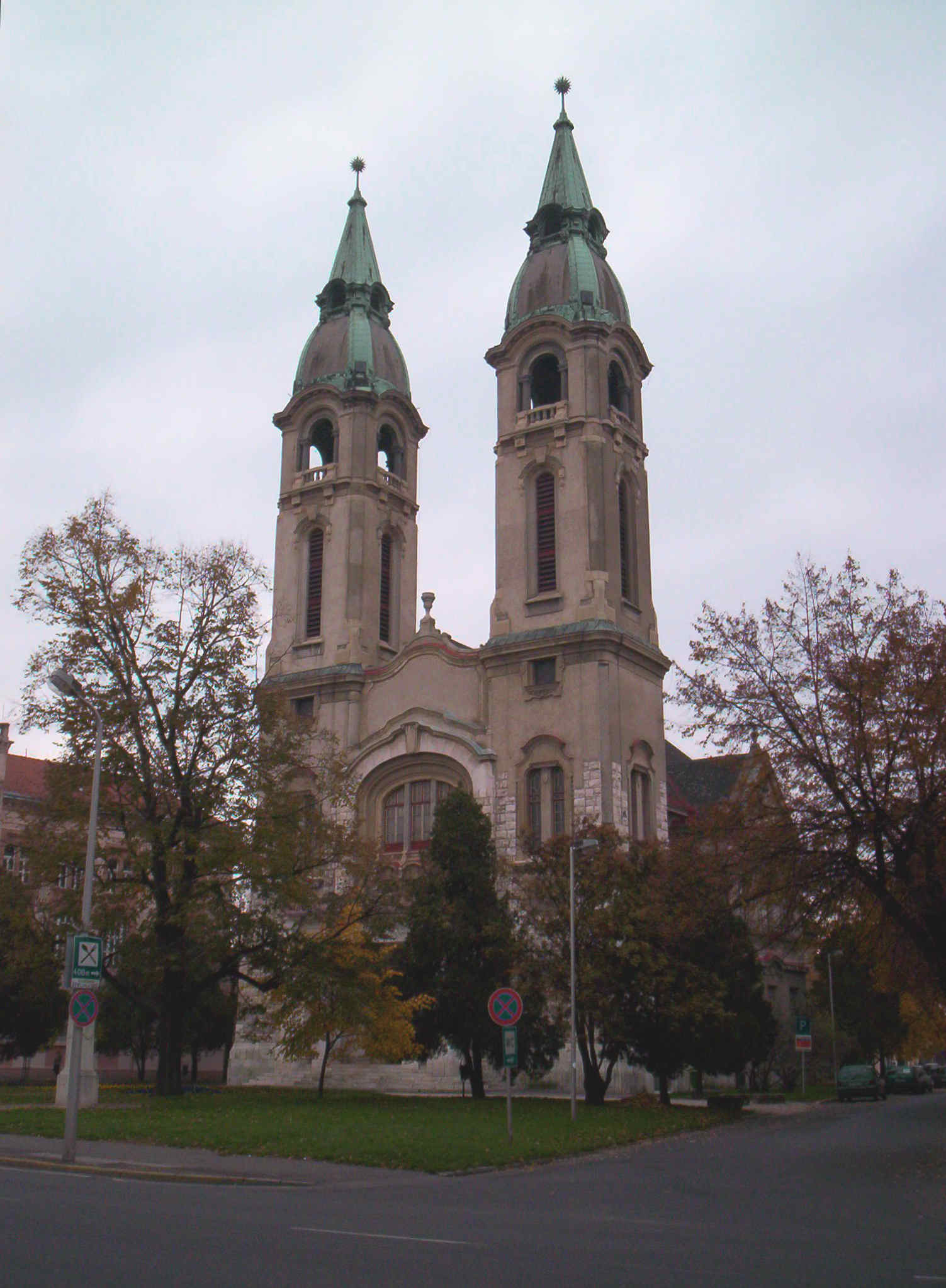
A református templom

A pápai Március 15. téren álló pápai református templom vagy Református Újtemplom Magyarország negyedik legnagyobb kálvinista temploma. A Dunántúlon a legnagyobb. Tornyai 54 méter magasak.

## Története
A pápai reformátusok temploma a megszaporodott gyülekezet számára szűknek bizonyult és gyakran tatarozásra szorult, ezért a 19. század végén felvetődött egy új templom építésének, esetleg a régi kibővítésének a gondolata és elkezdődött az adománygyűjtés. A gyűjtőmunka különösen a századforduló után, Kis József lelkészsége idején kapott erőre, 1906-ban a gyülekezetnek már 50 ezer koronája volt templomépítési célra. Mivel az előzetes számítások szerint az új templom felépítésének költségei nem sokkal haladták volna meg a régi átépítését (200 ezer, illetve 160 ezer korona), a presbitérium az egyházi vezetők támogatásával az előbbi terv mellett döntött. A templomot − több más helyszín elvetése után − az akkor Széchenyi nevét viselő téren, a Pápai Református Teológia és Gimnázium szomszédságában kívánták felépíteni. A hely azonban foglalt volt: itt volt a Sétatér és itt épült fel 1881-ben a városi Jókai Színház. Ezért a presbitérium 1906-ban kérvényt nyújtott be a városhoz, melyben előadták tervüket és kérték a tér átadását, valamint a színházépület lebontását.
A város vezetése és Fenyvessy Ferenc főispán is hajlottak a terv elfogadására, de ellenértéket kértek, hogy a színházat máshol felépíthessék. Végül az 1910. december 5-i közgyűlés nagy többséggel átengedte a teret az egyháznak 30 ezer korona ellenében. A vételárat az egyház 1911. október 31-én befizette, a város pedig kötelezettséget vállalt, hogy tíz éven belül lebontja a színházat.

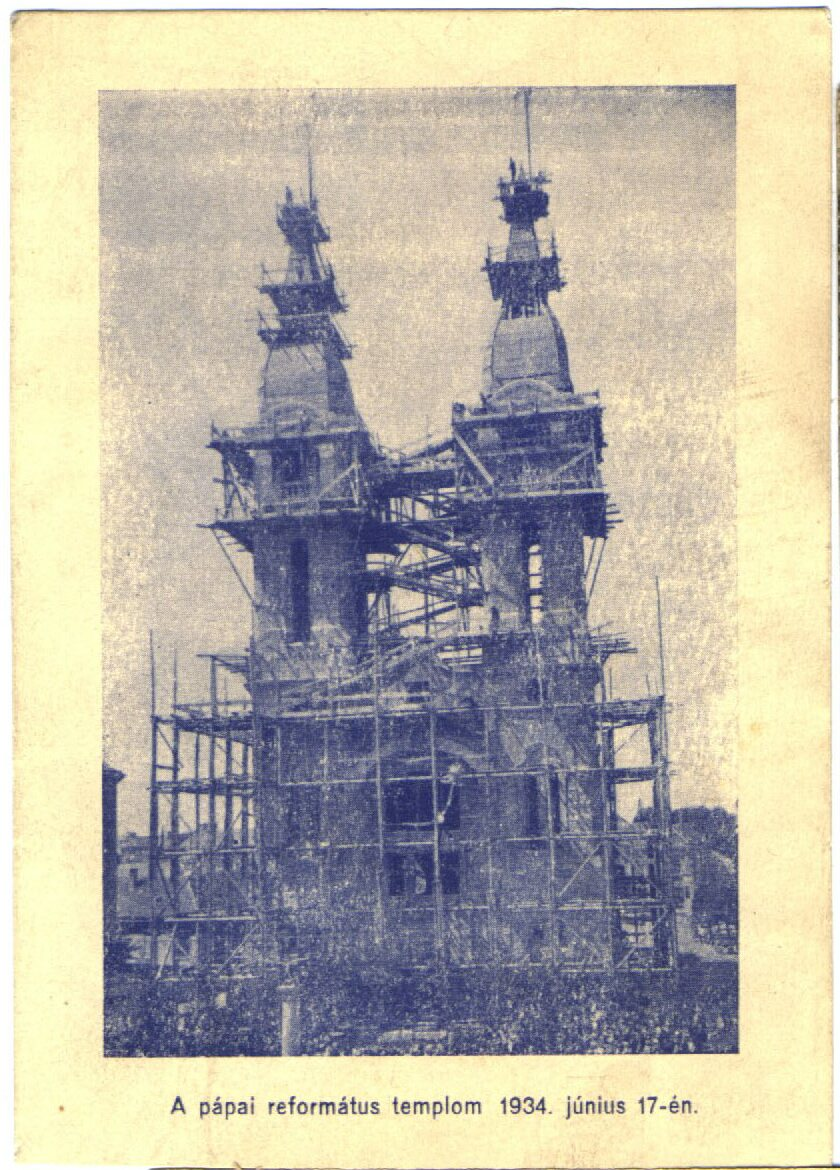
Az épülő templom egy korabeli képeslapon

Az első világháború azonban keresztülhúzta a számításokat. Az egyház az adományokból időközben összegyűlt 200 ezer koronát hadikölcsön-kötvényekbe fektette, amik a háború után teljesen elértéktelenedtek és a színház lebontása is elmaradt. Kis József ugyan 1926-ban újrakezte az adománygyűjtést, de egy évvel később bekövetkezett hirtelen halála miatt − gyűjtőkörútja során szenvedett balesetet − a feladat befejezése már utódjára, Ólé Sándorra hárult, aki elődjéhez hasonló ügybuzgalommal végezte a szervező- és gyűjtőmunkát. Végül 1931-ben lebontották a színházat és megkezdődhetett a templomépítés.
A templom alapkövét 1932. szeptember 20-án tették le és két évvel később, 1934-ben már a csillagok is felkerültek a tornyok tetejére. 1936-ban került a tornyokba a négy harang: szeptember 20-ai felszentelésükkor 218 év után először szólt református harang Pápán (a Diák-, a Revíziós-, a Szalóky- és a Gyenese-harang közül a két utóbbit 1944-ben háborús célra elkobozták és beolvasztották és csak 1988-ban pótolta a nagyobbikat a gyülekezet, a kisebbik újraöntésére nem volt pénz, ezért a közeli Dáka református templomának eladott kisharangjával pótolták, ez eredetileg a község temetője ravatalozójának harangja volt.) A nagyharangot egyébként a 2-es (északi), a másik hármat az 1-es (déli) toronyba emelték be. 1937-ben készült el a templom berendezése, a szószék és a Mózes-szék. A Dudás Kálmán tervei alapján készült templom felszentelésére 1941. október 31-én, a reformáció ünnepén került sor. 1941-ben az ótemplom 1858-ban épült orgonáját átszállították az új templomba, majd az ötvenes évek során ennek a részeit is felhasználva készült el a mai orgona, amit 1959. június 21-én szenteltek fel.

## Megjelenése
Az impozáns templomépület neobarokk, neoreneszánsz és szecessziós stílusjegyeket ötvöz. Oszlopos főbejárata felett a 25. zsoltár kezdősora látható: Szívemet hozzád emelem. Főhomlokzatának síkját a tornyok ikerablakai között nagyméretű, hármas tagolású ablak bontja meg, felette a két ötven méter magas tornyot íves oromzat köti össze. Ennek közepén − akár az oszlopcsarnok két sarkán − kőkehely magasodik. A kettős tagolású karcsú tornyokat ugyancsak kettős, ívelt vonalú toronysüveg zárja le.
A templom főhajóját alacsonyabb és keskenyebb kereszthajó szeli át, mely íves bővületekkel csatlakozik a főhajóhoz. Oldalhomlokzatain a megvilágítást egy hármas ablakcsoport biztosítja. Az épület hátsó részén vannak az irodák és az imaterem.
A főbejáraton belépve egy előcsarnokba jutunk, itt található a gyülekezet második világháborús áldozatainak emléktáblája, a falakon elhelyezett tárolókban pedig a templom építésének emlékei, korabeli fényképek és adománylevelek láthatók. A templomtérbe továbbvivő ajtó felett az Istennek háza és az égnek kapuja (I Mózes 28,17) felirat áll.
A templom belső tere rendkívül visszafogott megjelenése ellenére is megkapó szépségű, falai mindenütt fehérek, a boltozat íveit mindössze egy kevés klasszicista díszítés teszi mozgalmasabbá. A csarnok fölé karcsú oszlopokon nyugvó, nagy fesztávú csehsüvegboltozat borul, melyhez négyoldalról dongaboltozatos terek csatlakoznak. A Dunántúl legnagyobb temploma 1250 fő számára biztosít ülőhelyet, három oldalról karzat öleli körül. A főbejárat felőli oldalon a karzat kétszintű, ennek felső szintjén található a kétmanuálos, pedálsoros, 32 regiszteres hangversenyorgona. Az elektromos meghajtású, csuszkaládás orgonát a váci Cecília orgonagyár megbízásában Schäfer Ágoston készítette 1949 és 1959 között Ákom Lajos tervei szerint, a régi orgona alkatrészeit is felhasználva.
Az apszis központi elemei a szép díszítésű szószék, a Mózes-szék (az egyházközségi elöljárók ülőhelye) és az ugyancsak gazdagon faragott úrasztala; mindhárom Hittner József asztalosműhelyében készült Győrőtt, 1937-ben. A keresztelőkút és annak ókeresztény motívumokkal ékesített kupolája Percz János ötvösművész munkája. Az apszis tetején a rómaiakhoz írott levélből vett idézet olvasható: Nem azé, aki akarja, sem nem azé, aki fut, hanem a könyörülő Istené (9,16). Az apszis két oldalán egy-egy márványtábla idézi a nagy pápai prédikátorok emlékét: a jobb oldali a hitükért gályarabságot szenvedett Séllyei István püspökét és Kocsi Csergő Bálint kollégiumi rektorét, míg a bal oldali Huszár Dávid nyomdász-prédikátorét, a heidelbergi káté fordítójáét. A táblákat 1976-ban, illetve 1977-ben avatták fel.
A templom előtti téren áll két híres pápai diák, Petőfi Sándor és Jókai Mór fiatalkori szobra, közöttük az 1848/49-es szabadságharc Pápa mellett vívott csatájának, az ihászi ütközetnek az emlékműve. A templom mögött balra pedig az első pápai reformátorok, Sztárai Mihály és Huszár Gál emlékműve látható.

## Harangok
A templom tornyaiban négy harang található, a legnagyobb szemből nézve a jobb oldali (északi), a három kisebb a bal oldali (déli) toronyban lakik. A Diák-harang 1402 kg súlyú, 140 cm alsó átmérőjű, d1 hangú, felirata: Tebenned bíztunk eleitől fogva, Uram téged tartottunk hajlékunknak, 1936. Isten dicsőségére öntették a pápai kollégium volt és jelenlegi diákjai, megemlékezve arról, hogy a kollégiumot 250 éven át dajkálgatta a pápai szent ecclesia. A Revízió-harang 798 kg-os, 115 cm átmérőjű, f1 hangú felirata: Revízió-harangunk érchangja a feltámadásig országszerte hirdesse: Hiszek egy Istenben, hiszek egy hazában, hiszek egy isteni örök igazságban, hiszek Magyarország feltámadásában. Vígasztal az, ha meghalunk, feltámadunk, feltámadunk. E két harang − akárcsak az 1944-ben elkobzott Szalóky- és Gyenese-harang − 1936-ban készült Seltenhofer Frigyes és Fiai soproni műhelyében. A 427 kg-os, a1 hangú Szalóky- és a 156 kg-os, d2 zenei hangra hangolt Gyenese-harangok is déli toronyban laktak a Revízió-haranggal együtt. A nagyharangon kívül eddig más harang még nem lakott az északi toronyban.
A templom két új harangja 1988-ban került a helyére. A Béke-harang 427 kg-os, 90 cm alsó átmérőjű, Gombos Lajos őrbottyáni műhelyében készült, a1 zenei hangra hangolták. Felirata: Dicsőség a magasságban Istennek és e földön békesség és az emberekhez jó akarat. A Lélek-harang 85 kg-os, 50 cm átmérőjű, fisz2 hangon szól, 1929-ben készítette Szlezák László, Magyarország leghíresebb harangöntője. Felirata: Azért mentem az égbe, hogy áldást hozzak a földre. Eredetileg temetői harang volt, majd a dákai református egyház vette meg, miután a pápai református templom két kisebbik harangját elrekvirálták a második világháborúban, a pápaiak megvásárolták a dákaiaktól a kis harangot.
A harangok a szentelés korabeli acél harangszéken függenek. A tornyok belsejében kialakított járaton keresztül lehet őket felhúzni a harangházba. A járatok kialakításából is látszik, hogy a harangokat eredetileg a toronysisak alatti hiátusba (nyitott harangházba, amely jelenleg kilátóként funkcionál) tervezték elhelyezni, ahonnan sokkal magasabban lévén messzebbre tudott volna terjedni a harangszó. Azonban statikai aggály vetődött fel ezzel kapcsolatban (mert például ha leszakadnak a harangok, akár ki is zuhanhatnak). Így az alsó, hosszanti zsalugáterrel lezárt szintre (harangházba) kerültek.